# 6962 Summerscience
6962 Summerscience è un asteroide della fascia principale. Scoperto nel 1990, presenta un'orbita caratterizzata da un semiasse maggiore pari a 2,2863077 UA e da un'eccentricità di 0,1486427, inclinata di 6,72041° rispetto all'eclittica.